# Overnight Sensation
| Recensione             | Giudizio |
| ---------------------- | -------- |
| AllMusic               |          |
| Encyclopaedia Metallum | 88/100   |

Overnight Sensation è il tredicesimo album dei Motörhead, pubblicato nel 1996 per la CMC. Il disco, uscito a un solo anno di distanza dal precedente Sacrifice, è stato il primo comprendente l'ultima formazione: Lemmy, Phil Campbell e Mikkey Dee.

## Il disco
Dopo la dipartita di Würzel nel 1995, la band tornò ad essere un classico trio, come si può notare anche dalla fotografia di copertina; la seconda nella storia della band (dopo l'album Ace of Spades) ad avere come foto di copertina un'immagine della band.
Il disco, a differenza del precedente, punta di più sulla velocità e sulla potenza ottenendo come risultato canzoni molto belle, orecchiabili e con un ritmo quasi blues (come Crazy Like a Fox, Broken e la title track Overnight Sensation). Non mancano brani che mettono in risalto la batteria come per esempio Civil War e Eat The Gun.
I Dont' Believe a Word (uscito come singolo promozionale solo in Francia e accompagnato da un video live) è considerato fra i pezzi migliori dell'intero album, una ballata semplice che ha il sapore dell'ever green. Nella la sesta traccia Love Can't Buy You Money, alcuni vi hanno visto la reazione di Lemmy all'abbandono di Würzel.

## Curiosità
Per la promozione del disco, è stato chiesto a Lemmy di tagliarsi i baffi.

## Tracce
Tutte le tracce (eccetto dove segnato) sono scritte da Phil Campbell, Lemmy Kilmister e Mikkey Dee
1. Civil War (Phil Campbell, Lemmy Kilmister, Mikkey Dee, Max Ax) – 3:01
2. Crazy Like a Fox – 4:32
3. I Don't Believe a Word – 6:31
4. Eat the Gun – 2:13
5. Overnight Sensation – 4:10
6. Love Can't Buy You Money – 3:06
7. Broken – 4:34
8. Them Not Me – 2:47
9. Murder Show – 3:03
10. Shake the World – 3:29
11. Listen to Your Heart (Lemmy Kilmister) – 3:45

## Formazione
- Lemmy Kilmister - basso, voce, armonica a bocca per le tracce Crazy Like a Fox e Listen To Your Heart, chitarra acustica per le tracce Overnight Sensation e Listen To Your Heart
- Phil Campbell - chitarra
- Mikkey Dee - batteria